# Кедайняйський район
Кедайняйський район (лит. Kėdainių rajono savivaldybė) — муніципалітет районного рівня у центрі Литви, що знаходиться у Каунаському повіті. Адміністративний центр — місто Кедайняй.

## Географія
Район є географічним центром країни. Він знаходиться поблизу села Руошкяй (там встановлено пам'ятний знак). На півночі межує з Паневежиським і Радвилішкіським районами, на сході — з Укмерзьким, на південному сході — з Йонавським, на півдні — з Каунаським, на заході — з Расейняйським районами. Велика частина району знаходиться у низовині Невежіс. Інша частина займає Жемайтійське плато. Найвища точка району — 113 м над рівнем моря, найнижча — 21 м. Середня температура січня -5 °C, а в липні 17,5 °С. Протягом року випадає від 645 до 670 мм опадів. Постійний сніговий покрив в середньому лежить від кінця грудня до середини березня. Його товщина — 18 см. Внутрішні води займають 4 % території. Приблизно в середині району з півночі на південь протікає річка Невежіс.

## Адміністративний поділ та населені пункти

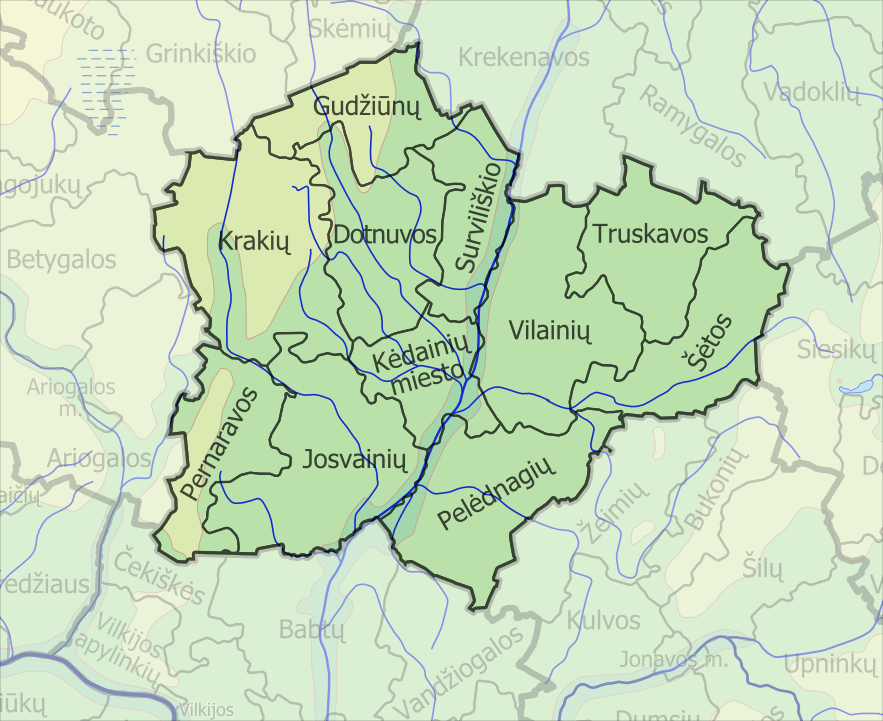
Староства Кедайняйського району

Район включає 11 староств: міське староство — Кедайняй; 10 сільських староств — Вілайняй, Дотнува, Гуджюнай, Йосвайняй, Кракес, Пелегнагяй, Пернарава, Сурвилішкіс, Шета та Трускава (центр - Паверменис); 534 сіл.
Чисельність населення найбільших поселень (2001):
- Кедайняй — 32 048 осіб
- Йосвайняй — 1 545 осіб
- Віланяй — 1 490 осіб
- Вайнотишкяй — 1 058 осіб
- Пеледнагяй — 1 039 осіб
- Шета — 1 025 осіб
- Кракес — 991 осіб
- Лабунава — 939 осіб
- Академія — 873 осіб
- Дотнува — 775 осіб

## Населення
Згідно з переписом 2011 року у районі мешкало 54057 осіб.
Етнічний склад:
- Литовці — 95,78 % (51 777 осіб);
- Росіяни — 2,17 % (1 171 осіб);
- Поляки — 0,61 % (329 осіб);
- Українці — 0,28 % (150 осіб);
- Білоруси — 0,26 % (139 осіб);
- Цигани — 0,07 % (40 осіб);
- Німці — 0,03 % (17 осіб);
- Інші — 0,8 % (434 осіб).

## Економіка

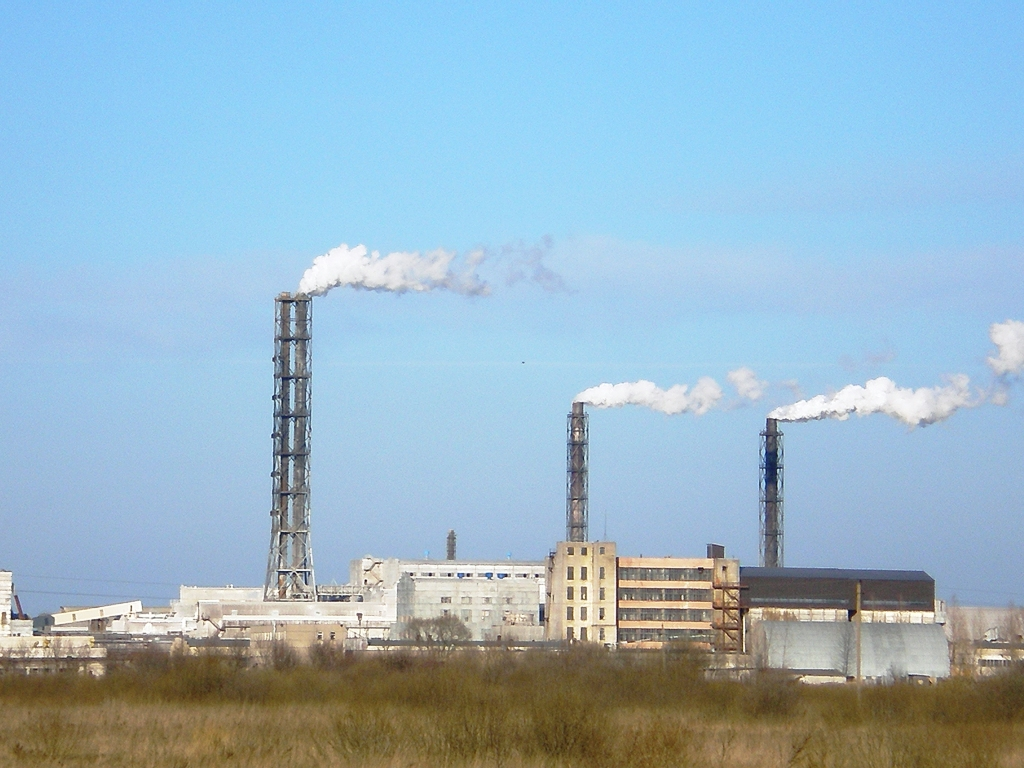
Завод AB Lifosa

Кедайняйський район один з найбільших економічно розвинених районів Литви (особливо розвинена хімічна і харчова промисловість, сільське господарство). Район виробляє 2,8 % товарів литовського промислового виробництва (2005 р.). Є підприємства, що виробляють мінеральні добрива, сірчану та фосфорну кислоти та інших хімічних продуктів (AB Lifosa), соуси (AB Vesiga), морозиво (AB Vikeda), цукор (Nordic Sugar), консерви (Kėdainių Konservai), м'ясні продукти (Krekenavos agrofirma), крупи (Kėdainių Grūdai), є молочне підприємство, пекарня, шкірзавод, завод металоконструкцій (AB Progresas), з виробництва сільськогосподарських знарядь деревообробна фабрика.
Сільськогосподарські землі займають 65,2 % площі району; Склад: 93,0 % орних земель, 5,3 % луки і природні пасовища, 1,0 % фруктових садів і ягідних плантацій (2005). 65,4 % врожаю займають зернові (в основному озима пшениця), 10,3 % багаторічі трави, 6,0 % цукрові буряки, 2,6 % картопля, 1,2 % овочі відкритого ґрунту. Кедайняйський район відомим парниковим вирощуванням рослин. Тут вирощують 17,8 % литовських тепличних овочів (огірок , помідори), 17,8 % цукрових буряків, 6,2 % польових овочів, 6,2 % круп, 3,2 % картоплі. Розводиться 3,1 % литовської ВРХ, 2,4 % коней і 1,8 % свиней , 1,4 % овець і кіз (2005).

## Транспорт
Через Кедайняйський район проходить залізнична лінія Вільнюс—Шяуляй , шосе «Via Baltica», Йонава-Шедува, Аріставос-Кінкішкяй, Аріставос-Укмерге. По південно-західному краю району проходить шосе Вільнюс-Клайпеда.